# Robert Harting
Robert Harting (født 18. oktober 1984 i Cottbus) er en tysk tidligere atletikudøver, som konkurrerede i diskoskast. 
Hartings første store mesterskab var EM i Göteborg 2006, hvor han ikke formåede ikke at kvalificere sig til finalen. I VM 2007 i Osaka kastede Harting 66,68 meter og vandt en sølvmedalje. Han deltog også i OL 2008 hvor han blev nummer fire efter et kast på 67,09.
Under VM 2009 i Berlin stod guldkampen mellem Harting og Polens Piotr Małachowski. Małachowski forbederede sin polske rekord to gange, og Harting lå på andenpladsen før sidste kast. Her kastede han 69,43 m og sikrede sig dermed guldmedaljen med ny personlig rekord. I 2010 blev han nummer to ved EM, og han vandt desuden World Cup'en, mens han året efter genvandt VM med et kast på 68,97 m.
Han var derfor en af favoritterne ved OL 2012 i London, og han kvalificerede sig til finalen med næstbedste kast. I finalen lagde iraneren Ehsan Haddadi bedst ud og kastede 68,18 m i første forsøg, men i femte forsøg kastede Harting 68,27 m, og da ingen andre deltagere kunne gøre det bedre, var hans guldmedalje sikker. Haddadi blev nummer to med sit kast fra første runde, mens esteren Gerd Kanter blev nummer tre med 68,03 m.
Samme år blev Harting europamester, året efter sikrede han sig sit tredje VM-guld og i 2014 genvandt han EM-guldet. Han blev valgt som årets tyske atlet i årene 2012-2014.
EM-guldet i 2014 blev Hartings sidste store internationale resultat. Ved OL 2016 i Rio de Janeiro lykkedes det ham ikke at kvalificere sig til finalen; til gengæld gjorde hans lillebror, Christoph Harting, OL-guldet til en familietradition, da han overtog mesterskabet. Det var første gang i OL-historien, at to brødre efterfulgte hinanden som vindere i en individuel disciplin – på tværs af alle sportsgrene.
Robert Harting fortsatte endnu et par år med at dyrke sin sport, inden han indstillede karrieren i sensommeren 2018.